# 森俊博
森 俊博（もり としひろ、1950年10月27日 - ）は、日本の空手家。 組手競技においてJKA主宰世界選手権で優勝、JKA全日本選手権にて2度優勝を経験。日本空手協会宮城県本部顧問。
宮城県亘理町に生まれる。
1969年3月、仙台商業高等学校卒業
1973年3月、東北学院大学経済学部商学科卒業。
モリプレゼンス株式会社代表取締役社長。

## 競技歴
森は空手競技で大きな成功を収めてきた。
- 第25回JKA全日本空手道選手権（1982）-2位組手
- 第24回JKA全日本空手道選手権（1981）-3位組手
- 第3回IAKF世界空手道選手権（ブレーメン、1980年）-第1位組手
- 第23回JKA全日本空手道選手権（1980）-組手1位
- 第22回全日本空手選手権（1979）-2位組手
- 第21回JKA全日本空手道選手権（1978）-1位組手